# 小林綾子
小林 綾子（こばやし あやこ、1972年〈昭和47年〉8月11日 - ）は、日本の女優。
東京都出身。東映マネージメント所属。以前は東映児童演技研修所→東映アカデミータレント部に所属していた。

## 来歴
5歳よりテレビドラマやCMを中心にタレント活動を始める。テレビの初仕事は、特撮ドラマ『仮面ライダー (スカイライダー)』でネオショッカーにさらわれる女の子の役だった。
NHKが児童劇団を通じて募集した約500人の応募者から選ばれ、1983年、『おしん』の主人公の少女時代を熱演し、一躍、その名を馳せることになる（後年、海外80ヶ国以上で放映された）。また、以降、橋田壽賀子・石井ふく子両氏が関係する作品に常連出演している。
東京都立大泉高等学校卒業、立命館大学文学部英米文学科卒業。大学時代はオクラホマ大学での海外語学研修に参加していた。
1999年に4歳年上の大手建設会社勤務の建築デザイナーと結婚したが、2010年に離婚した。元夫との間に子供はいない。
女優業の他、旅番組や情報バラエティ番組でも活躍。

## エピソード

### 幼少期
幼少期に放送されていた子供向け特撮ドラマ『がんばれ!!ロボコン』（NETテレビ（現・テレビ朝日）系列）のヒロインであるロビンちゃんがチュチュやを着て踊る姿に憧れ、3歳から近所のモダン・バレエ教室に通った。しかしほどなくしてクラシック・バレエ（詳しくはバレエを参照）でないと、憧れのトウシューズがはけないと分かって他の教室を探すことになった。
後日、母が見つけてきたのが東映児童演劇研修所で、母から「ここならバレエだけでなく、歌やお芝居の勉強もできるみたいよ」と勧められて入所。すると劇団に入って3か月頃にポスターの仕事をもらい、ほどなくして『仮面ライダー』などのテレビ出演もトントン拍子で決まった。以後、ドラマ『Gメン'75』、『特捜最前線』などに子役として出演した。その後も劇団経由で様々なオーディションを受けたが、1年ほど経つとしばらくは不合格が多くなった。

### 『おしん』で一躍、人気子役に
朝の連続テレビ小説『おしん』のオーディションに「きっと今回もダメだろうな」と思いながらも参加すると、主人公の少女時代に抜擢された。出演期間は6週間だったが、1冊2cmほどの分厚い台本を6冊と、本作の舞台の1つである山形県の方言テープを渡された。初めての撮影に入るまでの約1か月間は、母と二人三脚で台詞を頭に叩き込む毎日を過ごした。
放送開始後から世の中が「おしんブーム」になると同時に、小林の知名度も一気に上がった。当時小林が街なかに行くだけで「おしんだ！」とすぐにワーッと人が集まり、電車に乗るのも大変な時期があったという。ただし、地元では以前と変わらない接し方をされたことから自然体で過ごせ、普通に学校に行ってクラブ活動や塾にも参加しており、当時プレッシャーに感じたことはなかった。本作が世界各地で放送されると小林も10か国近くから色々とイベントに招待され、各地で熱烈な歓迎を受けた。
『おしん』の放送期間中、複数社からCMキャラクターのオファーを受け、カルビーかっぱえびせんのCMに起用され、おしんの少女時代をイメージした「綾子の大根飯」編が放送され「腹が減ったときには大根めしでもうまかった」とそのドラマの台詞を再現する行があった。

### 若手女優時代
中学・高校時代は学業を優先しながらも、土日や長期休暇を利用して女優業を続けた。当時親戚に教師が多かったことから、「将来は小学校教師になりたい」と大学進学を決意。遡って小学6年生の頃に日中青年友好交流に参加した際、周りの大人たちが英語で会話しているのを見て英語に興味を持ったことから、その後大学で英米文学を学ぶことを決めた。
大学生として就職活動の時期になるがその年は就職氷河期で、企業まわりで苦労する友人から、「綾子は好きなこと（芝居）ができていいね」と言われた。その言葉を聞いて「自分は表現することがやはり好きだ」と改めて気づき、大学卒業後も女優を続けることを決意。
10代の頃は役者として、「テレビに関しては、ある程度表現できている」と自負していた。しかし20歳に出演した初の舞台『流水橋』では、テレビで培ったことが全く通用せず、大きな挫折を味わった。その様子に気づいた山岡久乃（本作で育ての母親役を演じた）から、手取り足取り芝居のイロハを教えられた。以前なら上手くいかずにウケが悪かった場面で、山岡の教えにより間（ま）が良くなったことで、ある日客席がドッと沸いた。その場面が終わって楽屋に戻る途中、待っていた山岡から「できたじゃない！！」と抱きしめて一緒に喜んでくれたという。

## 人物
- 姉がいる[2]。
- 特技：クラシックバレエ、ソシアルダンス、ピアノ、日舞、ウクレレ、英会話、茶道（表千家講師）。
- 趣味：旅行、登山、読書、映画鑑賞。
- 『おしん』のイメージが強いせいか、他人から「大人しくて、家で読書や編み物をしてそう」とよく言われるが、普段はアウトドア派である[2]。昔からおてんばで活発な性格で、小さい頃から体を動かすのが好きで、当時は木登りが得意で走るのも速かった[2]。また、登山好きな母の影響を受け、小さい頃からずっと休日を利用して山登りに出かけている[2]。中学では3年間軟式テニス、高校では器械体操部に所属していた[2]。
- 大学時代、将来舞台をやるには着物での所作ができた方がいいと知り、大学卒業と同時日本舞踊と茶道を始めた[2]。茶道ではその後、表千家の講師の免状をもらった[2]。
- 28歳から始めた社交ダンスは長年に渡り（2016年現在）続けている[2]。
- 役者という仕事の最大の魅力について、「見てくださった方が喜んでくださること」としている[注釈 10]。

## 出演

### テレビドラマ
- 仮面ライダー (スカイライダー) 第14話、22話（1980年、毎日放送・TBS）
- Gメン'75 第244話「女教師の殺人!」（1980年、TBS） - 江藤早苗の娘
- 爆走!ドーベルマン刑事 第3話「「血の追跡!」（1980年、テレビ朝日）
- 非情のライセンス 第3シリーズ第5話「兇悪の祈り・国外逃亡を阻止せよ!」（1980年、テレビ朝日）
- 特捜最前線 第172話「乙種締状指紋の謎!」（1981年、テレビ朝日）
- 太陽戦隊サンバルカン 第1話（1981年2月7日、テレビ朝日）
- ロボット8ちゃん 第46話（1982年、フジテレビ）
- 連続テレビ小説 （NHK総合）
  - おしん（1983年） - 谷村しん
  - なつぞら（2019年） - 山田タミ [4]
- 東芝日曜劇場（TBS）
  - 二人づれの道（1983年、第1380回） - ルリ子
  - 花のこころ（1985年、1500回記念） - おらん
- ランドセルと目玉焼き（1983年、TBS『日立テレビシティ』内で放映）
- 月曜ドラマランド「ペットントンSP さよなら!!夏休み」（1984年、フジテレビ）
- 大河ドラマ（NHK総合）
  - いのち（1986年） - 津田征子
- 忠臣蔵・女たち・愛（1987年、TBS） - みつ
- 銭形平次（フジテレビ）
  - 第2シリーズ 第5話「二重の鍵」（1992年） - おさよ
  - 第7シリーズ 第5話「暗闇に消えた五千両」（1998年） - おいと
- 近松青春日記（1991年、NHK総合） - 杉森しの
- 土曜ドラマ（NHK総合)
  - 新十津川物語（1992年） - 中崎康子
- 八百八町夢日記 第2シリーズ 第14話「うたかたの晴れ着」（1992年、日本テレビ） - おかよ
- もういちど家族（1995年、TBS）
- こころの王国　〜童謡詩人　金子みすゞの世界〜 （1995年8月27日、NHK総合[5]） - 金子みすゞ
- 渡る世間は鬼ばかり第4シリーズ（TBS） - 本間由紀 役（第4シリーズ第5話からシリーズ毎に隔週出演）
- 雲霧仁左衛門 第3話「兄いもうと」（1996年1月10日、フジテレビ） - おしの
- 将軍の隠密！影十八 最終話「女の意地・ワイロのからくり、闇裁き」（1996年、テレビ朝日 / 東映） - 綾乃
- 大岡越前（TBS / C.A.L）
  - 第14部 第16話「兄が願った妹の幸せ」（1996年10月7日） - おるい
  - 第15部 第8話「花嫁割いた母ふたり」（1998年10月26日） - おきぬ
- 水戸黄門（TBS / C.A.L）
  - 第25部 第10話「涙涙の父娘櫛・岸和田」（1997年2月24日） - お久
  - 第28部 第20話「浪花娘のうな丼勝負・大坂」（2000年7月31日） - お近
  - 第30部 第21話「遊女が狙った異人館・長崎」（2002年6月3日） - おとき
  - 第33部 第21話「男意気地の恩返し・村上」（2004年9月13日） - ゆり
  - 第35部 第17話「その女に飲ませるな!・内牧」（2006年2月13日） - お幸
  - 第39部 第13話「強い女房に弓ひくな!・都城」（2009年1月19日） - おみね
- 事件・市民の判決（1996年、テレビ東京）
- 新幹線'97恋物語 第9話「盲導犬グレース」（1997年、TBS）
- 土曜ワイド劇場（テレビ朝日）
  - 終着駅シリーズ7「街」（1997年）
  - 新聞記者・鶴巻吾郎3「天女伝説殺人事件!」（2009年）
  - おかしな刑事10「居眠り刑事とエリート女警視の父娘捜査」（2013年6月22日） - 藤沢亜由子
  - 法医学教室の事件ファイル39「雨の日だけに起きる殺人の謎!?」（2014年10月8日） - 木下良江
- 火曜サスペンス劇場 (日本テレビ)
  - 「小京都ミステリー（20）肥後人吉殺人事件」（1997年） - 村口雅子
  - 「女弁護士・高林鮎子（21）上毛高原 逆流の殺意」（1997年） - 植田育子
  - 「街の医者・神山治郎」シリーズ（2001年 - 2005年） - 安藤響子
- 月曜ドラマスペシャル→月曜ミステリー劇場（TBS）
  - 「十津川警部シリーズ（13）特急「しなの21号」殺人事件」（1997年） - 松山えりか
  - 「ざこ検事 潮貞志の事件簿（1）引き裂かれた 親子の愛」（2002年） - 吉川麻衣
- 火曜時代劇 剣客商売 (シリーズ 藤田まこと主演) （1998年 - 2010年、フジテレビ） - 妻・おはる
- はぐれ刑事純情派（テレビ朝日）
  - 第11シリーズ 第19話「沈黙の女!? 母に贈る花束の謎」（1998年）
  - 第14シリーズ 第3話「密室に風船100個の愛!? 幸せを探す女」（2001年） - 松野千鶴
  - 第15シリーズ 第3話「殺人現場から消えた女 安浦刑事、弁当屋になる!?」（2002年） - 遠山正美
  - 第17シリーズ 第5話「妻が見た三角関係!カラスの女房殺人事件!?」（2004年） - 広田冬美
- 上を向いて歩こう〜坂本九物語〜（2005年、テレビ東京） - 小宮和子
- 水曜プレミア 怒る相談室長 大岡多聞の事件日誌!（2005年） - 浅野美咲
- テレサ・テン物語〜私の家は山の向こう（2007年、テレビ朝日） - リン（テレサのマネージャー）
- パズル Piece6（2008年5月23日、テレビ朝日） - 記者・工藤奈津子  ※ゲスト
- 水曜ミステリー9（テレビ東京）
  - 「街占師 〜北白川晶子の事件占い〜」（2008年） - 高津美沙
  - 「付き人女優・安野すみれ 楽屋裏事件ファイル」（2009年1月21日） - 戸倉則子
  - 「刑事長2」（2014年5月14日） - 岩切由紀子
- 月曜ゴールデン（TBS）
  - 森村誠一サスペンス⑦「時」（2008年） - 竹村優子
  - 税務調査官・窓際太郎の事件簿25（2013年） - 鮫島智子
  - 新 法廷荒らし 猪狩文助〜終の棲家〜（2015年） - 久世栄美子
  - 狩矢警部シリーズ15「京都タペストリー殺人事件」（2015年） - 京花
  - 制服捜査2（2016年） - 藤本由紀子
- 松本清張生誕100年記念スペシャルドラマ「中央流沙」（2009年12月14日、TBS） - 片山喜代
- 赤かぶ検事京都篇 第3話「祇園小唄殺人事件」（2010年、TBS） - 泉川なおみ
- 新・警視庁捜査一課9係season2 第2話「殺人酵母」（2010年7月7日、テレビ朝日） - 花井雅代 
  - 警視庁捜査一課9係（2017年、テレビ朝日） - 小川静子
- 浅見光彦シリーズ 第40作「棄霊島」（2011年5月6日、7日、フジテレビ） - 後口浩美
- IS（アイエス）〜男でも女でもない性〜（2011年、テレビ東京） - 長倉真希
- 向田邦子新春ドラマスペシャル 花嫁（2012年1月2日、TBS） - 片倉節子
- 七人の敵がいる! 〜ママたちのPTA奮闘記〜（2012年、東海テレビ） - 村辺久美
- 京都地検の女 第8シリーズ 第5話（2012年8月16日、テレビ朝日） - 黒木涼子
- 女優 麗子〜炎のように（2013年3月6日、テレビ東京） - 大原満子
- 金曜プレステージ（フジテレビ）
  - 更生人 土門恭介の再犯ファイル〜罪を犯した女たち〜（2014年2月21日） - 今野道子
  - 浅見光彦シリーズ50「貴賓室の怪人」（2014年4月4日） - 江藤美希
- 天誅〜闇の仕置人〜 第6話（2014年2月28日、フジテレビ） - 安藤夏帆
- 闇の狩人（2014年10月4日・5日、時代劇専門チャンネル） - お吉
- 金曜プレミアム（フジテレビ）
  - 鬼平犯科帳スペシャル 浅草・御厩河岸（2015年12月18日） - お勝
- コウノドリ 第6話（2015年11月20日、TBS） - 佐野真理子
- ふつうが一番 —作家・藤沢周平 父の一言—（2016年、TBS） - ナレーション
- 三屋清左衛門残日録（2017年 - ） - おなみ
- 月曜プレミア8 「当番弁護士 梶原藤子の事件ファイル」（2020年 - ） - 大西皐月 役
- 山女日記3（2021年、NHK BSP） - 向井英子 役
- 生きて、ふたたび 保護司・深谷善輔（2021年、NHK BSP・BS4K） - 本城麗子 役
- ホテルマン東堂克生の事件ファイル〜日光鬼怒川温泉殺人事件〜（2023年3月18日、BS-TBS） - 橘秋穂 役[6]
- ひとりぼっち -人と人をつなぐ愛の物語-（2023年4月9日、TBS） - 助産師 ・本間由紀 役[7]
- さすらいのグルメハンター 函館編 第1話（2023年7月23日、BS日テレ） - 加藤明美 役[8]
- 過保護な若旦那様の甘やかし婚（2024年、毎日放送） - 藤川須磨子 役[9]

### ドラマ以外のテレビ番組
- NHK土曜プラザ（1996年、NHK総合）
- 趣味悠々 中高年からのパソコン講座（2002年7月 - 9月、NHK教育） - 講師の佐々木博とコンビを組む
- やまがた発!旅の見聞録（山形放送） - 司会
- 剣客惣菜（2009年 - 、時代劇専門チャンネル） - ナレーター
- 開運！時代堂（2018年 - 、BSフジ・時代劇専門チャンネル） - 店主（ナビゲーター）
- 練馬人図鑑（J:COMチャンネル） - MC

他多数

### 映画
- スローなブギにしてくれ（1981年） - 花絵とムスタングの男の娘マリ
- 序の舞（1984年） - 島村勢以の少女時代
- おしん（1984年） - 声の出演
- ラッコ物語（1987年） - 声の出演
- だんじり囃子（1997年）
- ホタル（2001年） - 大塚久子
- 四日間の奇蹟（2005年） - 後藤小夜子
- ヘレンケラーを知っていますか（2006年）
- 裁判員〜選ばれ、そして見えてきたもの（2007年） - 佐々木郁恵
- 島田洋七の佐賀のがばいばあちゃん（2009年） - 昭広の叔母・喜佐子
- 夢の壁 （2010年、日中合作）
- いのちの山河〜日本の青空II〜（2010年） - 中野美代子
- 君が踊る、夏（2010年）
- 八月の二重奏（2010年）
- HOME 愛しの座敷わらし（2012年、東映）
- パパは風になった（2012年、映学社）交通教育映画
- おしん（2013年） - 八代みの
- 海難1890（2015年）
- いのちの停車場(2021年)
- スーパー戦闘 純烈ジャー（2021年） - 天地星子 [10]
- お終活 熟春!人生、百年時代の過ごし方 （2021年5月21日、 イオンエンターテイメント）　-　大原雅恵
- 破戒（2022年）[11]
- スーパー戦闘 純烈ジャー 追い焚き☆御免（2022年） - 緑のオフロディーテ

### 舞台
- 芸術座 「流水橋」（1992年）
- 明治座 「雁」（1993年）
- 中座 「わが歌ブギウギ」（1994年）
- 明治座 「樋口一葉」（1997年）
- 新歌舞伎座 「五弁の椿」（1997年）
- 帝国劇場 「風の盆恋歌」（1998年）
- 芸術座 「雪国」（2000年）
- 博多座 「出雲の阿国」（2000年）
- 明治座 「旗本退屈男」（2001年）
- 中日劇場 「信長」（2003年）
- 梅田ｺﾏ劇場 「剣客商売」（2003年）
- 三越劇場100周年記念公演 「雪の花道」（2004年）
- 松竹座 「剣客商売Part3」（2006年）
- 明治座 「忠臣蔵」〜いのち燃ゆるとき〜（2007年）
- 御園座 「エドの舞踏会」（2007年）
- ル テアトル銀座 「カラミティ・ジェーン」（2008年）
- 新橋演舞場 「おしん」主演舞台（2008年）
- なんば新歌舞伎座最終公演 「拝領妻始末」（2009年）
- 御園座 「おしん」 主演舞台（2009年）
- 明治座 「天璋院篤姫」（2010年）
- 銀河劇場 「華々しき一族」（2010年）
- 明治座 「小林幸子特別公演」〜旅館華村若女将〜（2011年）
- 明治座 「かたき同志」（2013年・2015年）
- 新歌舞伎座「福田こうへい特別公演～望郷　風の流れ旅」（2022年）
- 東京建物 Brillia HALL・ 梅田芸術劇場「SUNNY」（2023年）
- 明治座「新春純烈公演」（2025年）[12]
- 三越劇場「花嫁-娘からの花束-」（2025年）[13]

### CM
- カルビー 『かっぱえびせん』（1983年） - CM初出演（おしん参照）。おしん同様の姿で登場する『食事編』と駅で友達を待つ『星空編』がある。演出は野村企鋒。
- 郵便局（郵政省＝当時）『年賀状は、お早目に出しましょう。』（1983年12月）:「綾子ちゃ〜ん、年賀状は12月○○日までだけど・・・」「うん!もう出しちゃったもん!!」
- 花王 『ルナマイルド』
- ヰセキ 田植機『さなえナイアガラ』シリーズ（1984年）、コンバイン『フロンティア』シリーズ（1985年）
- グラクソ・スミスクライン『ポリグリップ』シリーズ（2007年）
- スーパーおーばん（山形県ローカル）
- 時代劇専門チャンネル

### ラジオ
- コサキンDEワァオ!（TBSラジオ） - ゲストとして複数回出演
- 世の中面白研究所（NHKラジオ第1） - 研究員（レポーター）として不定期出演
- 小林綾子 花言葉 〜小さな花の物語〜（栃木放送他） - MC

### アニメ
- 吾輩は猫である（1982年） - とん子 役

### 吹き替え
- クッキ 〜菊熙〜（NHK-BS2） - ミン・グッキ 役

### 歌
- 一度だけの魔法 - 1984年に放送されたフジテレビの番組「ペットントン」の挿入歌としてヤング・フレッシュと一緒に歌唱。